# Мерседес-Бенц Банк
Mercedes-Benz Bank AG — универсальный банк со штаб-квартирой в Штутгарте. Mercedes-Benz Group основала в 1979 году юрлицо Mercedes Leasing GmbH, а в 1987 году Mercedes-Benz Finanz GmbH. Универсальный банк был основан под названием DaimlerChrysler Bank в 2001 году и получил банковскую лицензию в 2002 году. В 2008 году название было изменено на Mercedes-Benz Bank. В 2021 году занял 40-е место среди крупнейших банков Германии по размеру активов.

## История
Mercedes-Benz Group AG в 1967 году начала свою деятельность с лизингового бизнеса и в 1979 году основала Mercedes Leasing GmbH, которая в 1987 году была преобразована в Mercedes-Benz Finanz GmbH. В 2000 году DaimlerChrysler решила превратить собственный банк группы с помощью собственной дочерней сервисной компании в универсальный прямой банк DaimlerChrysler Bank. Банковская лицензия выдана в июле 2002 года. После того как DaimlerChrysler Group в 2007 году отделилась от подразделения Chrysler и начала работать как Daimler AG, 1 января 2008 года DaimlerChrysler Bank был переименован в Mercedes-Benz Bank.

## Бизнес-подразделения
Банк имеет более миллиона клиентов и общий баланс 19 миллиардов евро, что делает его одним из ведущих автомобильных банков в Германии. Предложение включает в себя лизинг, финансирование, страхование транспортных средств и управление автопарком. С июля 2002 года Mercedes-Benz Bank также предлагает своим клиентам счета на овернайт, сберегательные планы, счета с фиксированной процентной ставкой, инвестиционные фонды, сертификаты и кредитные карты (Mercedescard).
Банк Mercedes-Benz финансирует или арендует практически каждый второй автомобиль и каждый второй коммерческий автомобиль Daimler, зарегистрированный в Германии. Партнерами по продажам финансовых услуг, связанных с автоторговлей, являются автосалоны марок автомобилей группы Daimler. Автосалоны обслуживаются по всей стране сотрудниками двух сервисных центров — частные клиенты с 1997 года в Mercedes-Benz Banking Service GmbH в Саарбрюккене, корпоративные клиенты с августа 2011 года в Mercedes-Benz Bank Service Center GmbH в Берлине. Портфель аренды и финансирования на конец 2014 года составил 18,7 млрд евро. Прямое банковское обслуживание осуществляется исключительно Mercedes-Benz Banking Service GmbH в Саарбрюккене.
Через свою дочернюю компанию Daimler Fleet Management GmbH банк Mercedes-Benz управляет более чем 700 парками легковых автомобилей с более чем 280 000 контрактов по всем брендам. Mercedes-Benz CharterWay GmbH, совместное предприятие банка Mercedes-Benz и торговой организации Mercedes-Benz в Германии, занимается управлением автопарком коммерческих автомобилей. Существует более 9000 компаний с фургонами, грузовиками и автобусами по контракту.
В России банк работает как ООО "МБ РУС БАНК". Юридическое лицо зарегистрировано 19 июля 2007 года.

## Социальные обязательства и спонсорство
С 2003 года банк Mercedes-Benz сотрудничает с организацией по оказанию помощи Эфиопии Menschen für Menschen (Люди людям), основанной Карлхайнцем Бёмом. Банк также является главным спонсором Theaterhaus Stuttgart и поддерживает волонтерство.
В 2012 году банк Mercedes-Benz стал главным спонсором ФК Штутгарт.